# Горска бъбрица
Горската бъбрица (Anthus trivialis) е дребна прелетна птица от разред Врабчоподобни, която се среща и в България.

## Физически характеристики
Горската бъбрица е птичка с големината на врабче. Дължината на тялото при мъжките екземпляри е 153-183 mm, а при женските - 158-182 mm. Тежи около 21-23 грама. Размахът на крилата при мъжките е 260-301 mm, а при женските – 265-285 mm.
Горната част на тялото е сиво-кафява с едри тъмни петна и надлъжни щрихи по главата и гърба. Коремът е белезникав, а страните и гърдите са жълтеникави с ясно видими надлъжни тъмни черти, ставащи по-тънки назад към корема. Краката са бледорозови, а нокътят на задния пръст е удължен и извит. Човката е тънка, остра, извита в края. Не се наблюдава полов диморфизъм. Младите екземпляри са с по-тъмен цвят с едри петна в долната част на тялото.

## Разпространение
Ареалът на разпространение на горската бъбрица е изключително обширен. Независимо от факта, че броят на птиците бавно намалява, спадът не се смята за достатъчно бърз, за да се доближи до прага на уязвимост. В Европа тенденцията от 1980 година насам показва, че популациите са били подложени на умерен спад, преценено на базата на предварителните данни за 21 страни от континента, включени в общата схема за мониторинг на птиците. Според критериите за обхват и брой на птиците видът се смята за незастрашен. Гнездовата популация в Европа за 2004 година се оценява между 27 000 000 и 42 000 000 гнездящи двойки, което се равнява на 81 000 000-126 000 000 птици. Европа формира 25-49% от глобалния обхват, така че размерът на цялата популация се изчислява между 165 000 000 и 504 000 000 броя. 
Горската бъбрица е разпространена в Европа, Средна Азия, Мала Азия и Туркестан. В Северна Европа може да се срещне на Скандинавския полуостров - до 70° северна ширина в Норвегия и до 69° в Швеция. На юг ареалът ѝ достига до Кантабрийските планини в Испания, Централна Италия и средните части на Гърция. На запад достига до Великобритания, но на Оркнейските острови в Северна Шотландия и Хебридите може да се види рядко, и то само през есента. На изток достига до северната половина на Мала Азия, Иран и до Кашмир. Източната граница не е достатъчно ясна, но до Китай видът не достига.
В България долита през април и отлита през октомври. По време на миграция се среща на ята в равнините, а през лятото - предимно в планините.
Зимува частично по Средиземноморието, Предна Азия и северозападните части на Индия. Най-многобройни са зимуващите в Африка на юг от Сахара до Зимбабве. Миграцията извършват самостоятелно или на малки групи, като женските и мъжки индивиди летят заедно. Движат се на неголяма височина.

## Начин на живот и хранене
Видът обитава покрайнините на гори, сечища, стари горски пожарища и гъсто обрасли с треви и храсти единични или групи дървета. Поради факта, че се храни на открити площи по земята, любимите места за гнездене са малките широколистни и смесени гори с тревисти ливади и поляни. Често може да се види кацнала по дървета или храсти и по-рядко на земята. Избягва гъстите гори и влажните места. Горната граница на местообитанията в планините достига до 2000-2500 m надморска височина.
Горската бъбрица е полезна насекомоядна птица. Храни се с гъсеници, пеперуди, голи охлюви, червеи, гъгрици, мравки, скакалци, комари и други дребни насекоми. Унищожава големи количества вредни насекоми и ларвите им. Търси храната си в тревите и мъховете по земята. Не преследва и не лови високо летящи насекоми. Понякога тича бързо след избраното насекомо, като този вид лов става винаги самостоятелно. Дори по време на хранене мъжкият и женската тръгват в различни посоки. Чак след като хване някое насекомо самецът се връща при самката и ѝ поднася улова си. Дори птиците в есенните ята се разпръсват, когато се хранят и се събират само за общия полет. По това време те консумират и семена, но само ако обичайната им храна не достига.

## Звуци
Звуците на птицата са нежни, пеенето ѝ се съчетава с токуващия предсватбен полет. Звуците, които издават, са силно „сип-сип-сип--сиа-сиа-сиа“, понякога по-бавното „чи-чи-чи“, а крясъкът представлява кратко „цит“. През размножителния период мъжките пеят брачните си песни, кацнали по върховете на дървета или храсти. Докато пеят се издигат косо на 5-6 метра нагоре, разтварят широко крила, повтаряйки много бързо нещо като „тир-тир-тир-тир-тир...“. Застиват за миг на едно място, описват кръг, след това плавно се спускат надолу и кацат на съседно дърво. Песента при спускане вече е съвсем различна, звуците напомнят „сиия-сиия-сиия...“, крилата са широко разтворени, опашката - разперена, а краката - изпънати силно назад. Летейки надолу, мелодията постепенно затихва и прекъсва едва когато кацнат. В разгара на чифтосването певецът веднага пак се издига във въздуха и песента започва отново. След неколкократни издигания и спускания, мъжкият продължава да пее вече кацнал на някой клон.
По-късно, през лятото, птицата обикновено пее, кацнала на върха на дърво или храст, като редува ту трели, ту звънливи подсвирквания. Това разделяне на песента на две части отговаря на пролетното излитане и спускане на певеца и този характер на изпълнение позволява горската бъбрица да бъде лесно разпозната измежду останалите горски птици.
Често птицата е отглеждана в клетка или волиера заради приятното и силно пеене, чистотата на тоновете и разнообразните и звънливи звуци, които се редуват бързо един след друг. Към плен свиква сравнително бързо и живее много години.

## Размножаване
Горската бъбрица е моногамна птица. Двойката изгражда гнездото си винаги в плитки ями директно на земята, под прикритието на туфи, сред гъсти храсти и треви. Като правило то се намира под дърветата, на около 30, максимум 50 метра от поляна, а понякога даже и на самата поляна, но на не повече от 30 m от границата на гората. Има формата на чаша с диаметър 9-12 cm на върха и 5-7 cm на дъното. Височината му отвън е 6-7 cm, а отвътре - между 3 и 6 cm. Изградено е акуратно от сухи стъбла на тревисти растения и мъх, които увеличават височината си към външните му стени и намаляват размера си във вътрешността. Стеблата по стените са цели, краищата им не стърчат, а са вплетени едно в друго. Застлано е с коренчета и косми. Гнездата на различните двойки се правят далеч едно от друго, но песните на птиците са звънки, така че винаги се чуват взаимно и изглежда така, като че ли се надпяват.
Женската снася от 4 до 6 светлосиви до белезникави яйца, често с виолетов или зеленикав оттенък. Цветът им може да бъде доста различен – както основния фон, така и размерите и цвета на петната. Обикновено са изпъстрени с дребни тъмни петънца. Понякога те са толкова много и толкова големи, че почти покриват цялото яйце, което придобива тъмносив или кафяв цвят. Друг път се събират на тъмни концентрични кръгове около тъпата страна на яйцето. Размерите им са 19-23 mm в дължина и 15-17 mm на ширина. Има доказателства, че шарката на яйцата на една и съща женска при двете последователни люпила в годината може да бъде различна.
Женската инкубира яйцата сама в продължение на около 12 дни. Малките не се излюпват едновременно, а в продължение на около два дена. За изхранването им се грижат и двамата родители. Обикновено търсят храна на разстояние 20-30 метра от гнездото. Най-голямото отдалечаване за храна достига до 90-100 m и тогава гнездото остава без наблюдение за 3 до 5 минути. Около 10-12 дни след излюпването птичетата напускат гнездото, но все още не могат да летят добре, така че възрастните продължават да ги хранят още около 10-15 дни. Грижата за тях приключва окончателно през първата половина на юни.
В края на юни и началото на юли птиците могат да имат второ потомство и така поколенията за една година стават две. Яйцата при второто люпило обикновено са по-малко на брой.

## Линеене
При възрастните птици линеенето завършва напълно в края на юли и август. Младите птици частично сменят перата си в края на юли, а тези от второто котило – в края на август. При младите от гнездовия период остават маховите пера и тези, ползвани при рулиране. Те се сменят между януари и март, а пълното линеене приключва чак през есента.

## Допълнителни сведения
Въпреки че горската бъбрица е широко разпространена, има открит само един подвид. Той обитава Памир и Тяншан, има малко по-къс клюн, която особеност вероятно е свързана с цвета на оперението му. При него няма никакви ярки петна и участъци, от разстояние изглежда сиво-кафяв с ясни тъмни надлъжни линии по гърдите.
Почти из целия Сибир, чак до Якутия, Усурийския край и остров Сахалин, в Манджурия, Задбайкалието, Китай и Монголия живее много близка до описаната сибирска, или петниста горска бъбрица. Различава се със зеленикавия цвят на гърба си и песента, която е съвсем малко променена. Гнезди в борови и смърчови гори с подлес.